# Magnano (Italia)
Magnano (Magnan in piemontese) è un comune italiano di 342 abitanti della provincia di Biella in Piemonte.

## Geografia fisica

### Territorio
Il borgo si trova sul crinale collinare sud-orientale della Serra d'Ivrea, ai confini del Canavese nord-occidentale, non distante da Zimone (a est). Magnano appartiene alla Comunità montana Valle dell'Elvo e alla Riserva della Bessa, confinando a nord coi comuni di Torrazzo, Zubiena e Cerrione. A ovest e a sud invece, confina con la Provincia di Torino, attraverso i comuni di Palazzo Canavese, Bollengo e Piverone. Tutto il territorio comprende altre località e cascine sparse, le cui più importanti sono San Sudario, Bose, Broglina, Tamagno, Piletta, Molino del Ghe, Carrera, Lucento.

## Origini del nome
Il toponimo deriverebbe dal latino magnus-anus, nome associato ad un presunto prediale, oppure a manianus, manuanus indicante degli antichi artigiani medievali che qui costruivano delle maniglie in ferro per la Diocesi di Vercelli.

## Storia
Probabile sede dei victimuli nei primi secoli dopo Cristo, di cui si attesta già la presenza nella vicina San Secondo di Salussola, le prime notizie documentate del territorio di Magnano ci giungono quando, agli inizi dell'XI secolo, fu infeudato al Capitolo di Sant'Eusebio di Vercelli (insieme a Zimone) e, nel 1166, intestato ai nobili Avogadro di Cerrione. A differenza di Zimone però, Magnano fu fortificato (1204), nel tentativo di distaccarsi totalmente da Vercelli e diventare borgo franco. L'agglomerato urbano si spostò quindi più in alto, dove fu costruito un ricetto e dal quale si accede a tutt'oggi da un'antica Torre-porta d'ingresso. Da lì, si giunge all'antica chiesa dei Santi Secondo e Biagio, poi rimpiazzata dall'attuale chiesa di Santa Marta (del XVI secolo).
Tuttavia, nel XV secolo il borgo seguì le stesse sorti di Zimone, con la cessione degli Avogadro prima al Ducato di Savoia, poi ai signori Dal Pozzo nel 1561. Nel 1619 però, gli Avogadro riacquistarono il solo territorio di Magnano, e lo amministrarono fino al XIX secolo.

### Simboli
Lo stemma e il gonfalone sono stati concessi con decreto del presidente della Repubblica del  29 luglio 1993.
Il gonfalone è un drappo di giallo.

## Monumenti e luoghi d'interesse
- Chiesa parrocchiale di San Giovanni Battista e San Secondo, del XVIII secolo. All'interno è presente un pregiato altare più una balaustra marmorea e un organo (entrambi risalenti al 1794) costruito da Giovanni Bruna
- Antico ricetto medioevale, più in alto, comprendente il torrione-porta d'ingresso, con adiacente l'antica chiesa dei santi Secondo e Biagio che divenne, nel XVI secolo, l'attuale Chiesa di Santa Marta, con una suggestiva facciata barocca
- Chiesa romanica di San Secondo, in località Bose, risalente all'XI secolo e recentemente restaurata, suddivisa internamente da tre navate e due absidi; all'esterno è affiancata da uno splendido campanile romanico, con due ordini di trifore e capitelli
- Comunità Monastica di Bose, adiacente alla suddetta chiesa romanica, in località Bose. Fondata nel 1965 da Enzo Bianchi, è attualmente formata da un'ottantina di fratelli e sorelle, di diverse confessioni cristiane e di diverse provenienze dal mondo

## Società

### Evoluzione demografica
Abitanti censiti

## Eventi
- Festival di Musica Antica, un importante appuntamento estivo di musica barocca, nato nel 1986 ed ospitato sia nella chiesa romanica di San Secondo che nella Chiesa parrocchiale di San Giovanni Battista.
- Fiera medievale di San Rocco, rievocazione storica di agosto nelle vie dell'antico ricetto

## Amministrazione

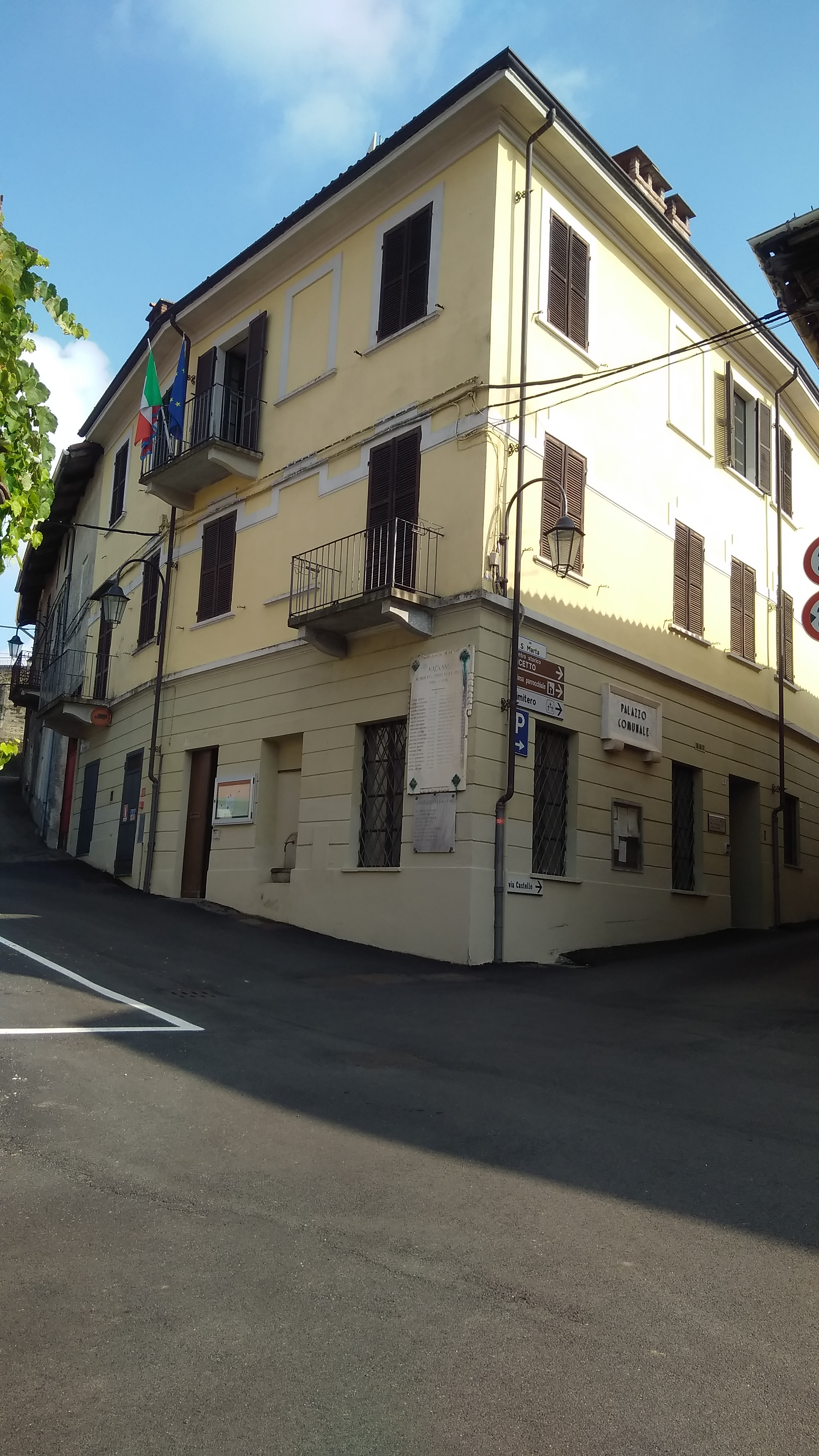
Il municipio

Di seguito è presentata una tabella relativa alle amministrazioni che si sono succedute in questo comune.
| Periodo        | Periodo          | Primo cittadino   | Partito                     | Carica  | Note  |
| -------------- | ---------------- | ----------------- | --------------------------- | ------- | ----- |
| 24 aprile 1995 | 14 giugno 1999   | Secondo Bena      | lista civica                | Sindaco | [ 6 ] |
| 14 giugno 1999 | 14 giugno 2004   | Vilma Cullati     | lista civica                | Sindaco | [ 6 ] |
| 14 giugno 2004 | 12 novembre 2008 | Settimino Ribotto | lista civica                | Sindaco | [ 6 ] |
| 8 giugno 2009  | 26 maggio 2014   | Pierluigi Piazza  | lista civica                | Sindaco | [ 6 ] |
| 26 maggio 2014 | 26 maggio 2019   | Pierluigi Piazza  | lista civica Per Magnano    | Sindaco | [ 6 ] |
| 26 maggio 2019 | 9 giugno 2024    | Anna Grisoglio    | lista civica Vivere Magnano | Sindaco | [ 6 ] |
| 9 giugno 2024  | in carica        | Anna Grisoglio    | lista civica Vivere Magnano | Sindaco | [ 6 ] |

## Galleria d'immagini

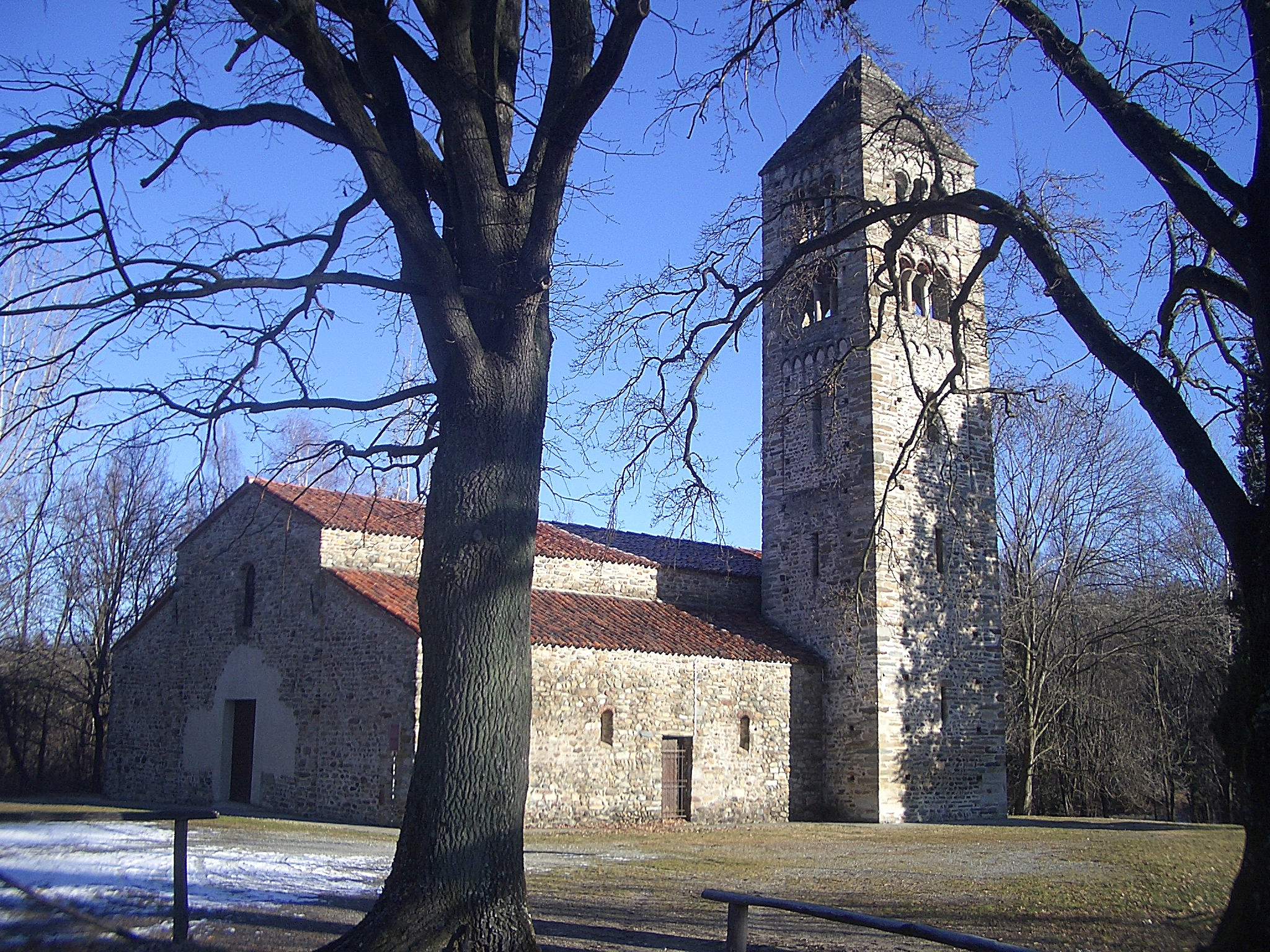
Chiesa romanica di San Secondo
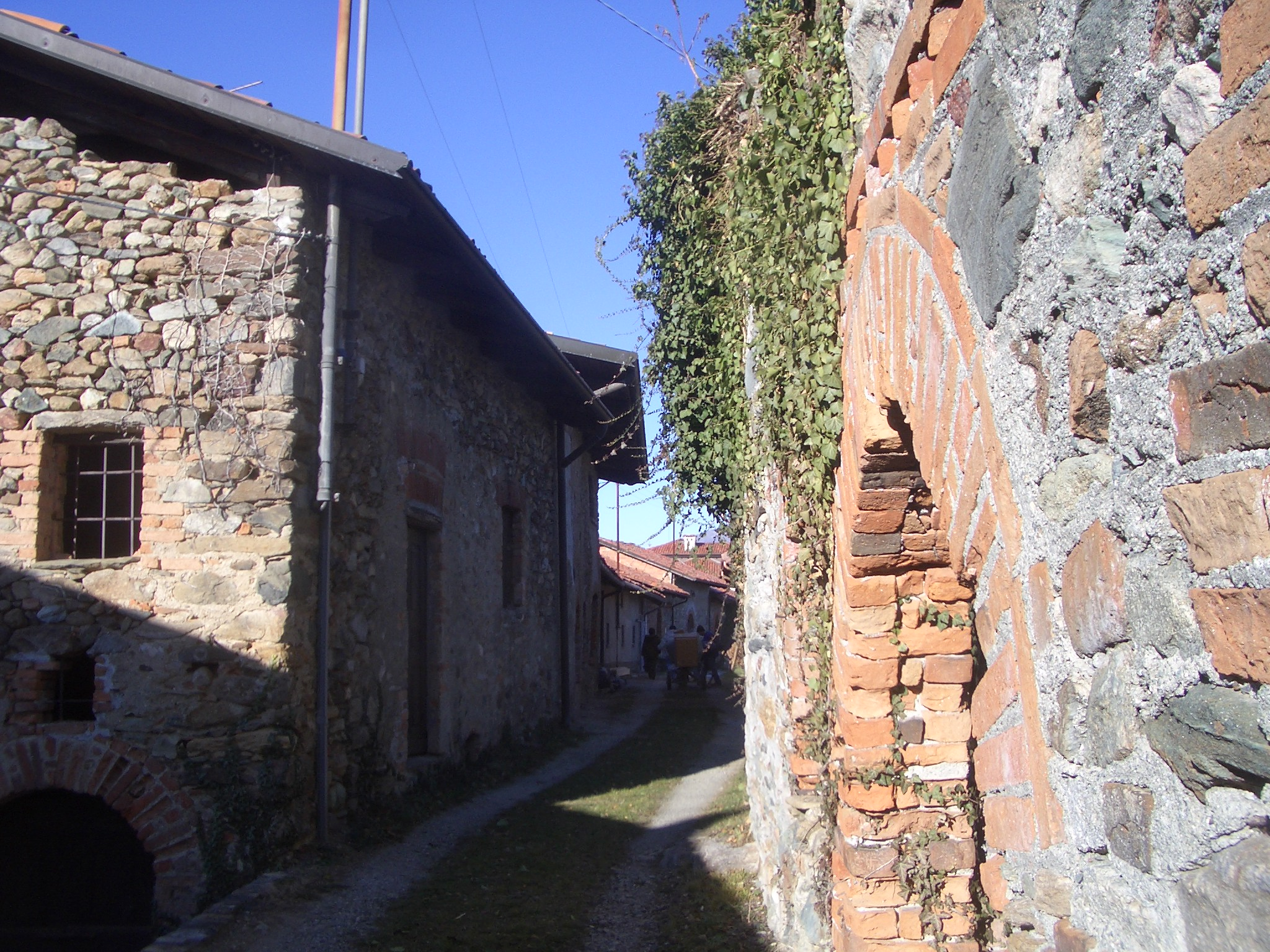
Veduta del ricetto
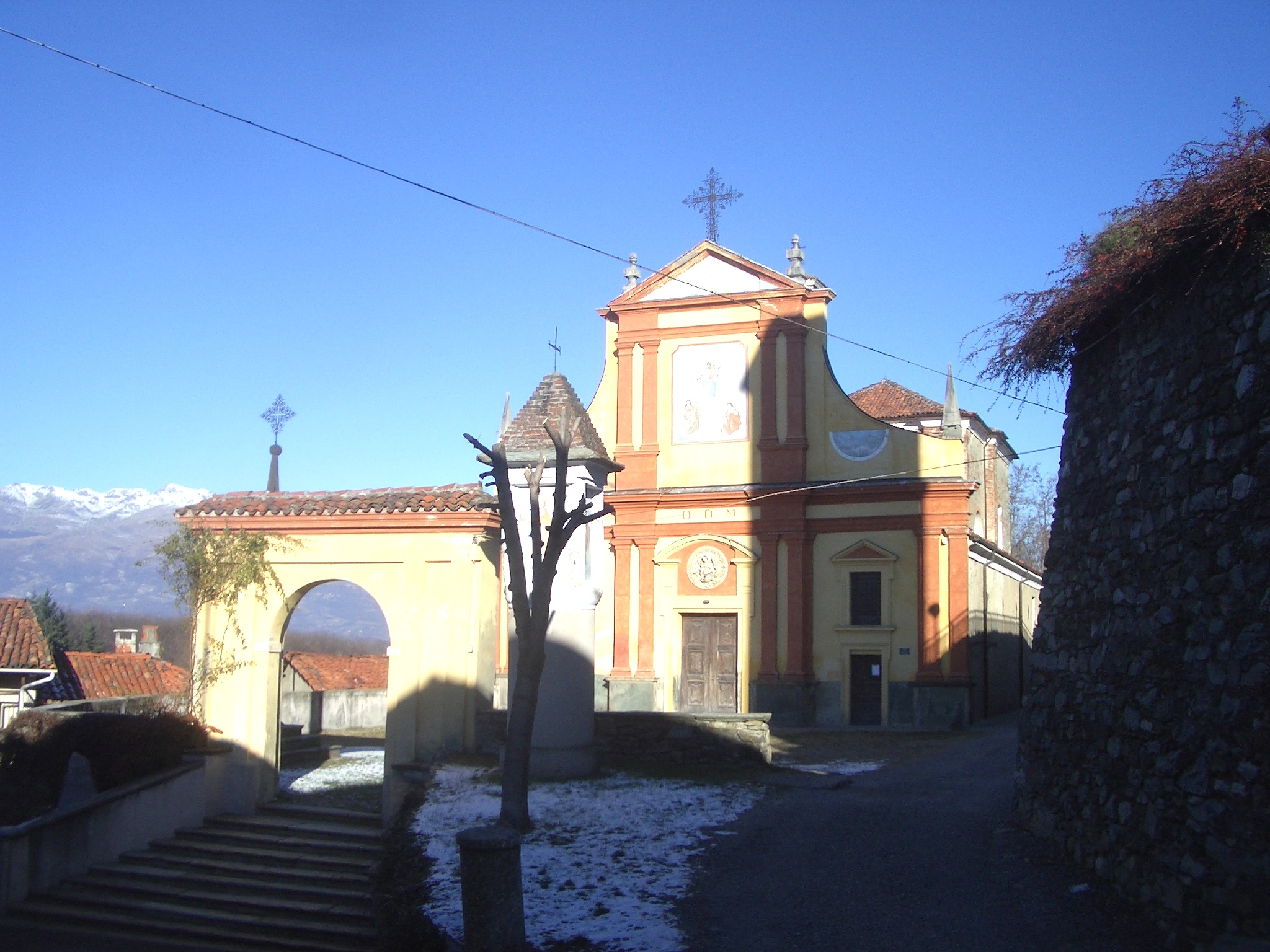
Chiesa parrocchiale di S. Giovanni Battista
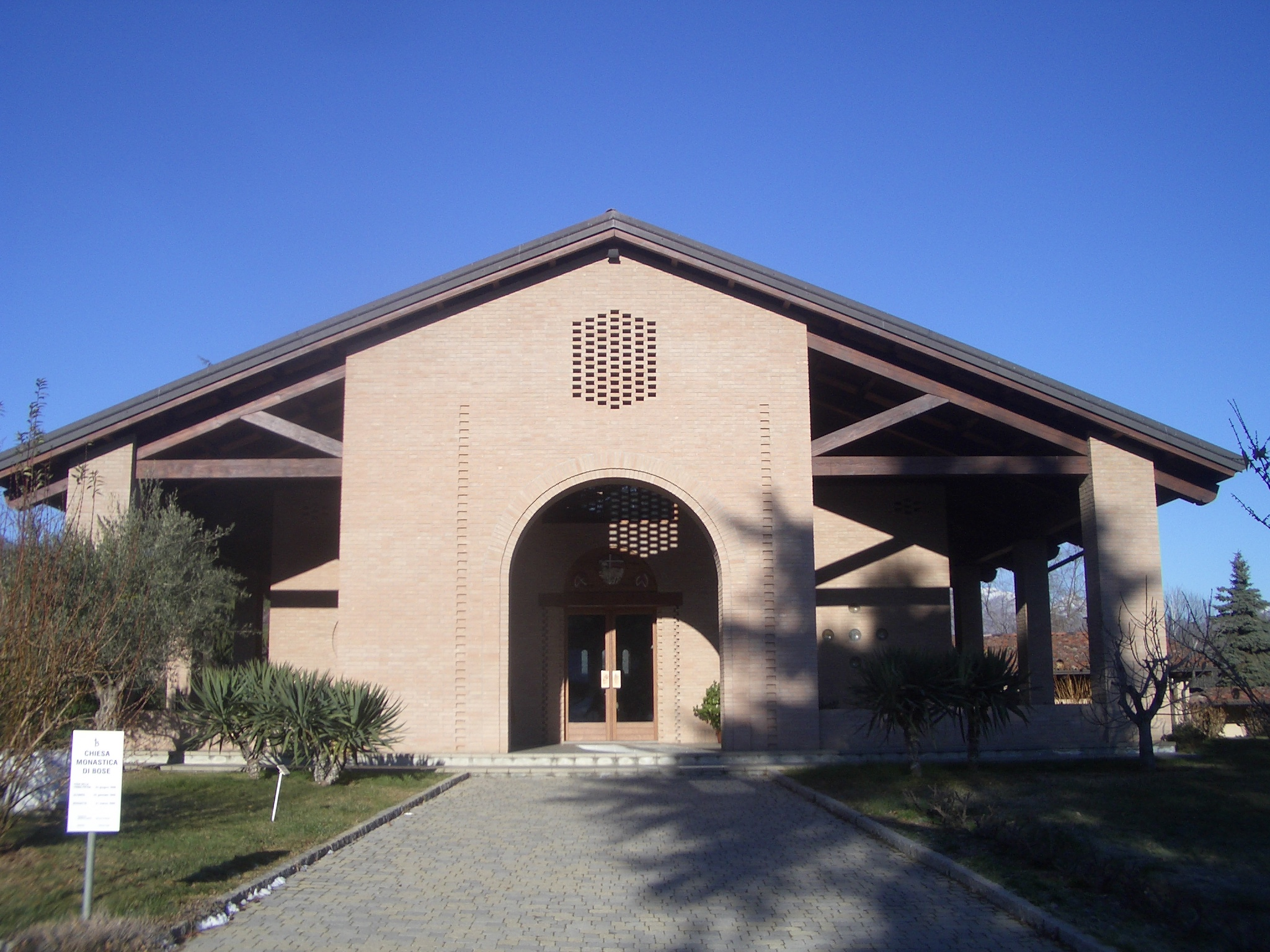
Monastero di Bose, la chiesa
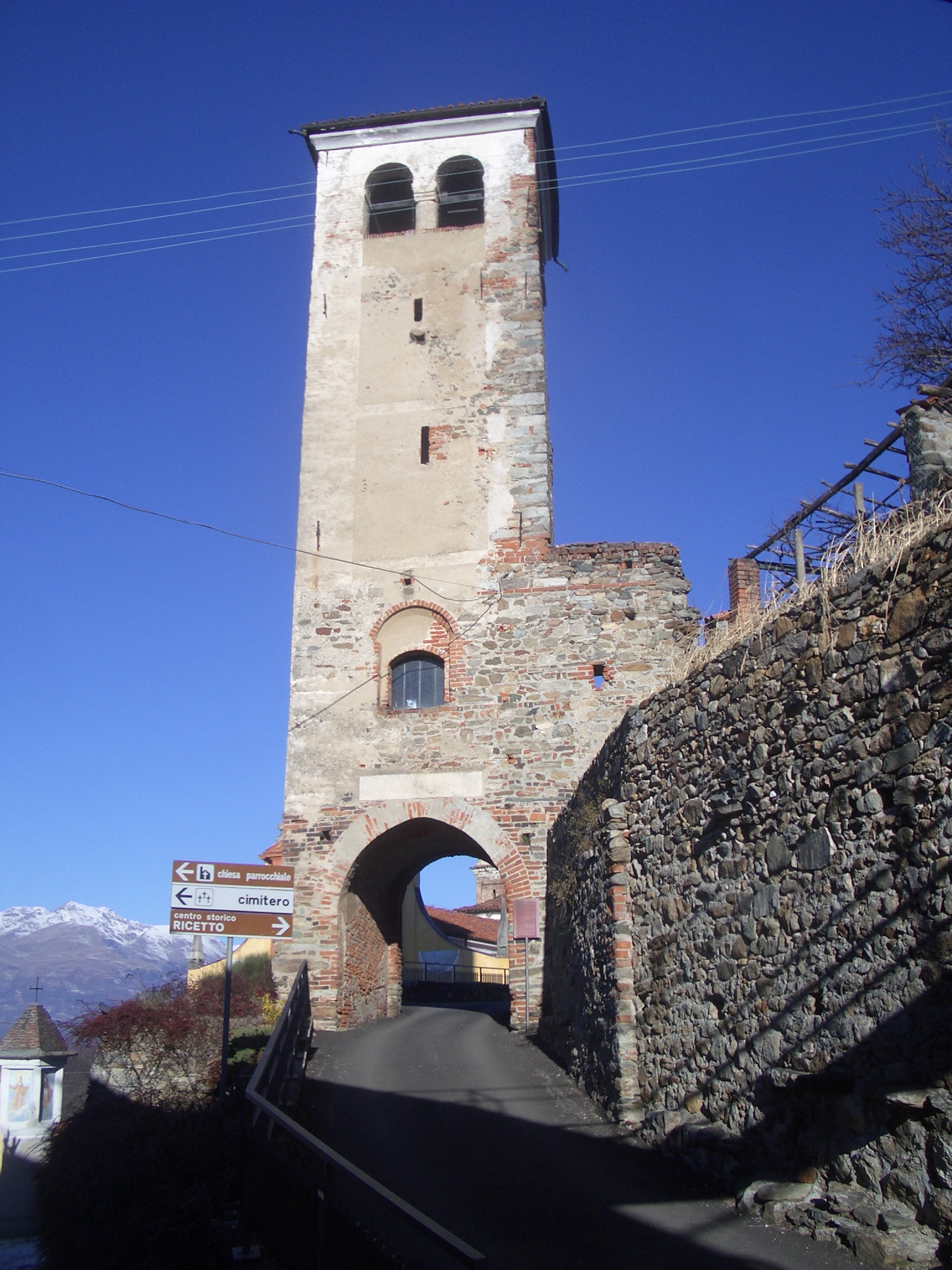
Torre-porta verso il ricetto
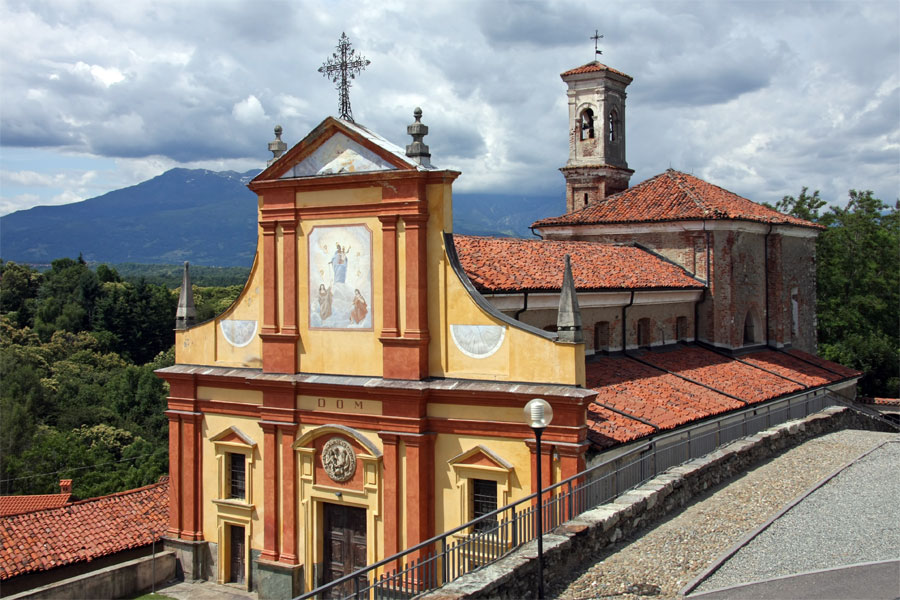
Chiesa parrocchiale di San Giovanni Battista
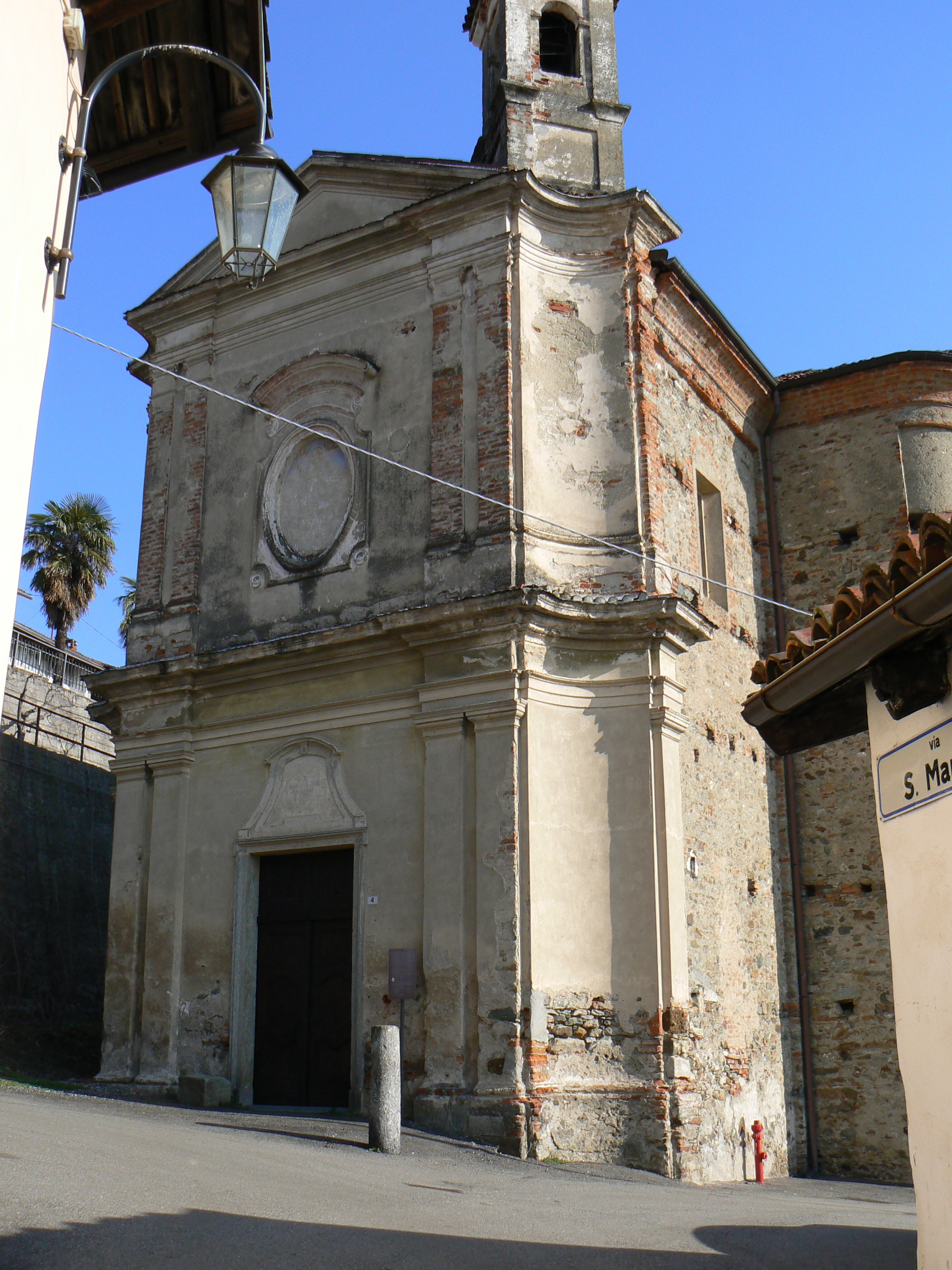
Chiesa di Santa Marta